# فيليبي مينيزيس
فيليبي مينيزيس (بالبرتغالية: Felipe Menezes Jácomo‏) (20 يناير 1988 بغويانيا في البرازيل - ) هو لاعب كرة قدم برازيلي في مركز الوسط. لعب مع باوليستا وبوتافوغو ريغاتاس ونادي بالميراس ونادي بنفيكا ونادي بونتي بريتا ونادي سبورت ريسيفه ونادي غوياس.

## وصلات خارجية
- فيليبي مينيزيس على موقع الاتحاد الأوربي (الإنجليزية)
- فيليبي مينيزيس على موقع قاعدة بيانات كرة القدم.إي يو (الإنجليزية)
- فيليبي مينيزيس على موقع Soccerbase.com (لاعب) (الإنجليزية)
- فيليبي مينيزيس على موقع Soccerway.com (الإنجليزية)
- فيليبي مينيزيس على موقع عالم كرة القدم.نت (الإنجليزية)